# Campbell Fighting Camels

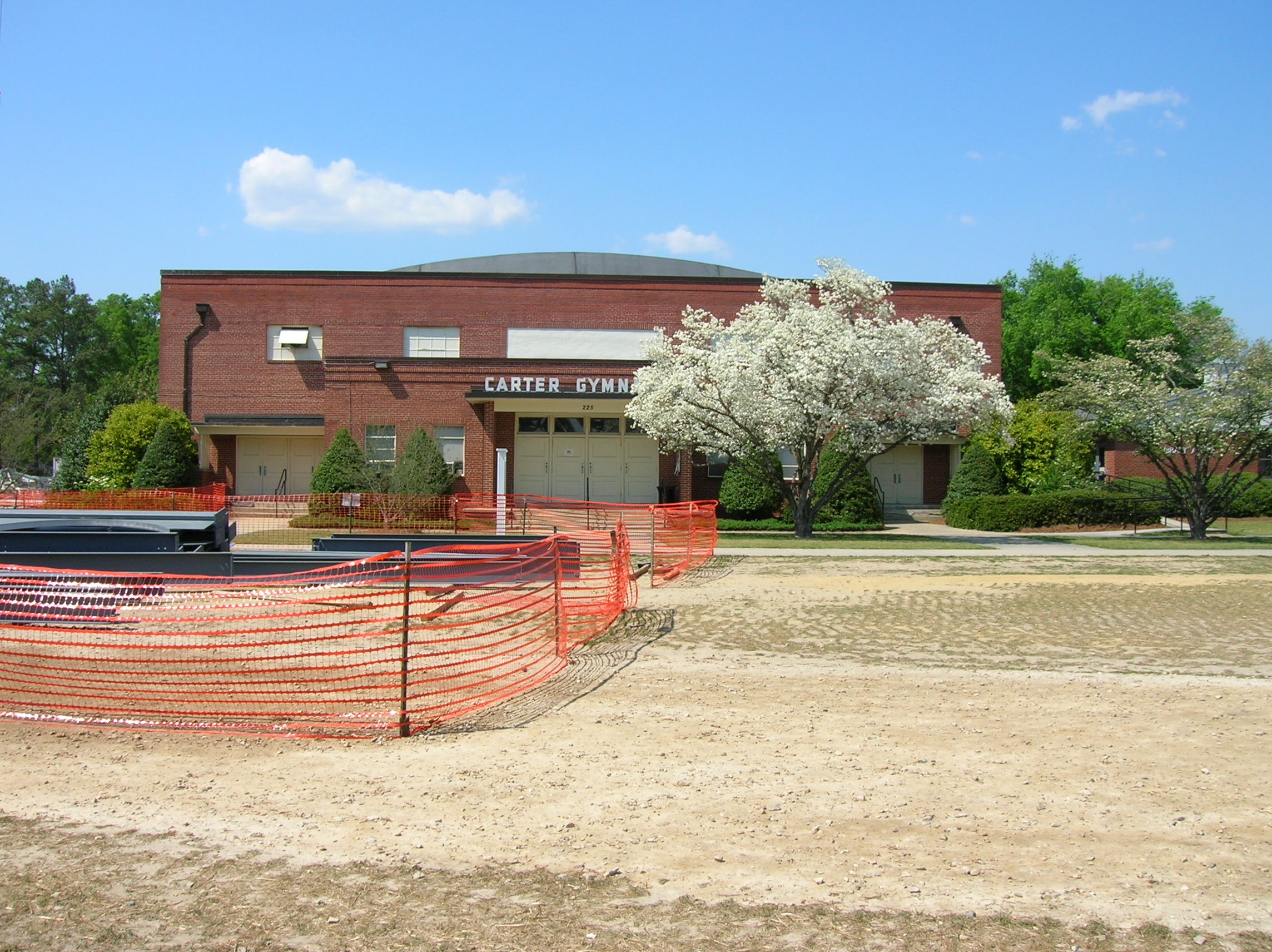
Carter Gymnasium

Campbell Fighting Camels (español: Camellos luchadores de Campbell) es el equipo deportivo de la Universidad Campbell, situada en Buies Creek, Carolina del Norte. Los equipos de los Fighting Camels participan en las competiciones universitarias organizadas por la NCAA, y forman parte de la Big South Conference, a excepción del equipo de fútbol americano, que desde 2008 compite en la Pioneer Football League. A los equipos femeninos se les denomina Lady Camels.

## Apodo
No se ponen de acuerdo los historiadores acerca de cómo surgió el apodo de Camels, nombre que sólo figura en otra universidad de todo el país, y no de División I. Se sabe que hasta el año 1933 el sobrenombre de los deportistas era el de Hornets, por una breve reseña en el periódico de la universidad de aquella época.

## Programa deportivo
Los Fighting Camels participan en las siguientes modalidades deportivas:
| - Masculino - Béisbol - Baloncesto - Cross - Fútbol - Tenis - Golf - Atletismo - Lucha libre | - Femenino - Baloncesto - Cross - Golf - Tenis - Fútbol - Softball - Voleibol - Atletismo - Natación |

### Baloncesto
El equipo de baloncesto sólo ha conseguido ganar el título de la Atlantic Sun Conference en una ocasión, en el año 1992, lo que le llevó a disputar por primera y única vez hasta la fecha el Torneo de la NCAA, cayendo en primera ronda ante la Universidad Duke. Un único jugador además ha llegado a jugar en la NBA, se trata de George Lehmann, aunque la mayor parte de su carrera transcurrió en la liga rival, la ABA, en los años 70.